# Wujinshan
Wujinshan (kinesiska: 乌金山, 乌金山镇) är en köping i Kina. Den ligger i provinsen Shanxi, i den norra delen av landet, omkring 18 kilometer sydost om provinshuvudstaden Taiyuan. Antalet invånare är 33 115. Befolkningen består av 14 595 kvinnor och 18 520 män. Barn under 15 år utgör 16,0 %, vuxna 15-64 år 76 %, och äldre över 65 år 7,0 %.
Genomsnittlig årsnederbörd är 630 millimeter. Den regnigaste månaden är juli, med i genomsnitt 205 mm nederbörd, och den torraste är december, med 3 mm nederbörd.